# MTZ-50

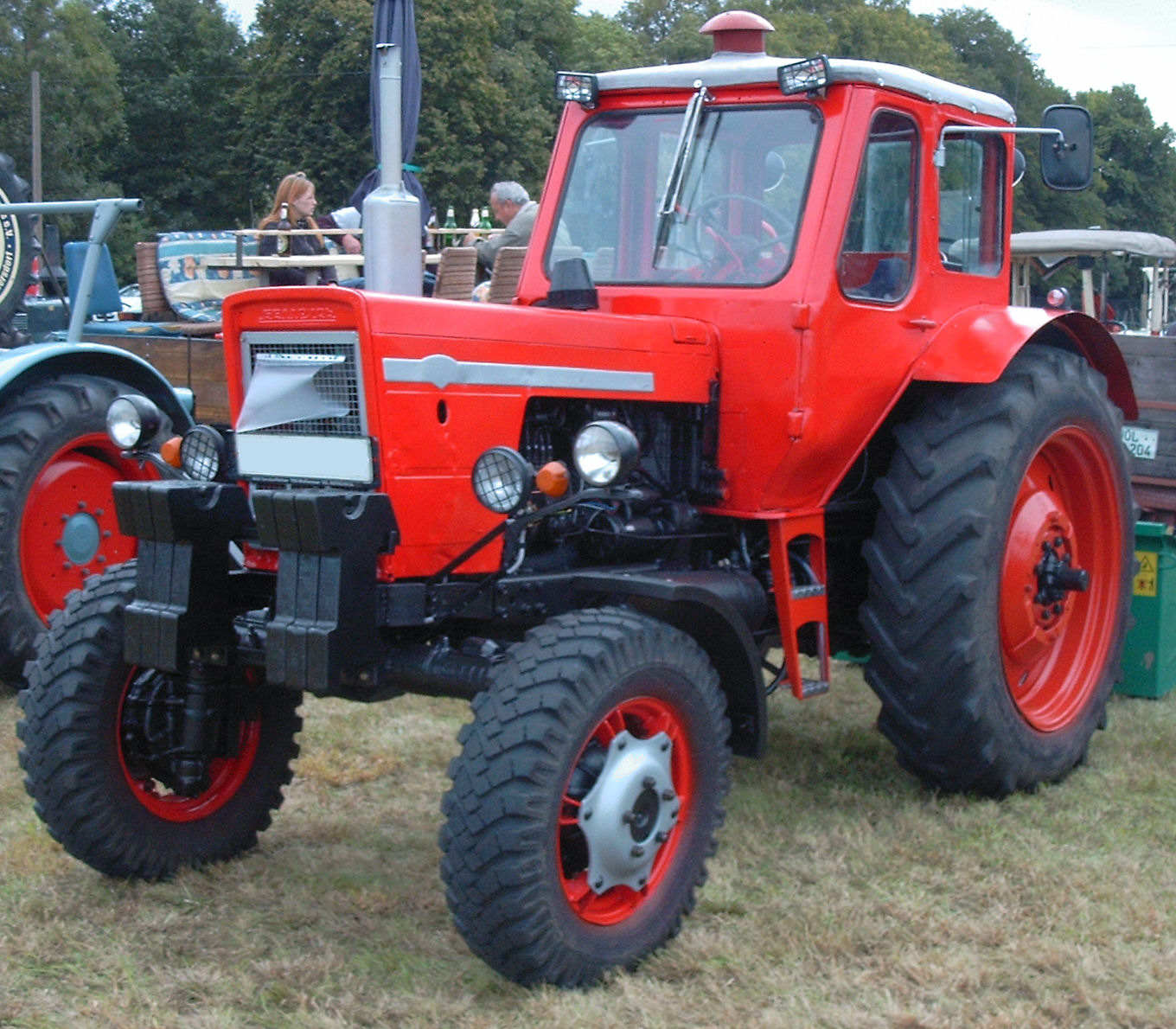
MTZ-50

MTZ-50(러시아어: МТЗ-50)은 1961년 소련의 벨라루스 민스크 트랙터 공장에서 제작된 트랙터로 동구권에서는 "벨라루스"(Belarus)라는 브랜드로 판매되었다. 1950년대 중반에 생산된 트랙터 MTZ-5를 현대화하였으며 1974년에는 MTZ-50을 현대화한 MTZ-80 이 생산되었다. 농업 분야에서 활용될 수 있도록 여러 가지 종류로 수정된 트랙터가 생산되었으며 1985년까지 생산되었다.

## 사양
- 인장력: 14 kN
- 길이: 3,815 mm
- 폭: 1,970 mm
- 높이: 2,550 mm
- 휠 베이스: 2,370 mm
- 표준 타이어: 12-38 AS
- 최고 속도: 33 km/h
- 연석 중량: 3,660 kg
- 자체 중량: 3,430 kg
- 이전 모델: MTZ-5
- 후속 모델: MTZ-80

## 종류
- MTZ-50 - 1961년부터 직렬로 제작된 기본 모델이다.
- MTZ-50R - 논 작업을 위해 설계되었다.
- MTZ-50K - 가파른 슬로프 작업을 위해 제조되었으며 민스크에서는 생산되지 않았다. 트빌리시에서는 별도의 버전이 제작되었으며 T-50K라고도 한다.
- MTZ-50Ch - 우즈베키스탄에서 목화 수확을 위한 "3륜" 버전은 1977년 타슈켄츠키 트래코르니 사워드에서 제조되었다. 이 두 개의 앞바퀴는 몇 cm 정도 조립되었고, 훨씬 더 느린 크롤 스페이스도 설치되었다.
- MTZ-52 - 4륜 구동 버전으로 제조되었다.
- T-50W 또는 T-54W - 몰도바 키시너우 트랙터 공장에서 제조된 원예용 체인 트랙터이다.
- MTZ-50L - 단일 실린더 가솔린 엔진을 시동기로 사용했다.
- MTZ-50 "슈퍼" - 1960년대 중반부터 엔진 성능이 60hp(44kW)까지 향상되었다.
- MTZ-60 - 65hp(48kW) 출력 트랙터로서 수출용으로 제조되었다.